# Am grünen Rand der Welt
Am grünen Rand der Welt (englisch Far from the Madding Crowd, 1874) ist der vierte Roman von Thomas Hardy und sein erster größerer literarischer Erfolg. Damit begannen seine später sehr berühmt gewordenen sogenannten „Wessex-Romane“, benannt nach der fiktiven Landschaft in Südengland, in der alle seine Romane spielen und die der Region nachgebildet wurde, in der Hardy auch lebte. Der Roman erschien 1874 anfangs anonym als Serienfortsetzung im viktorianischen Cornhill Magazine, wo er eine weite Leserschaft erreichte und den Namen des Autors bekannt machte. Es gab zahlreiche und meist sehr positive Kritiken. Für die im Jahr 1895 erfolgte Ausgabe erweiterte Hardy den Text ausgiebig, für eine Neuauflage 1901 revidierte er ihn erneut.

## Handlung
Gabriel Oak ist ein junger, zu Beginn des Romans 28-jähriger Schäfer. Mit seinen bescheidenen Ersparnissen und einer kleineren geliehenen Summe hat er eine Schafsfarm gepachtet. Er verliebt sich in die neu angekommene, acht Jahre jüngere Bathsheba Everdene, eine stolze und selbstbewusste Schönheit, die als Waise bei ihrer Tante Mrs. Hurst wohnt. Beide lernen sich näher kennen und eine gewisse Sympathie entsteht, die auf ihrer Seite aber eher gemäßigt bleibt. Sie erklärt ihm warum, er ist skeptisch. Eines Nachts rettet Bathsheba das Leben des Schäfers, der in einer kleinen Hütte eingeschlafen war und zu ersticken drohte, weil er nicht für einen genügenden Rauchabzug des offenen Feuers gesorgt hatte. Kurz darauf macht ihr Gabriel einen Heiratsantrag. Sie weist ihn aber zurück, weil sie ihre Unabhängigkeit zu sehr und ihn zu wenig schätze. Sie erklärt es ihm, er bleibt skeptisch. Einige Monate später zieht sie nach Weatherbury (eine fiktive Version von Puddletown), das einige Meilen entfernt liegt.
Als sie sich das nächste Mal treffen, haben sich ihre Lebensumstände gründlich geändert. Ein neuer Schäferhund, der mit der Herde noch keine Erfahrung hatte, trieb diese nachts, als Gabriel nicht dabei war, über einen Steilhang in den Tod. Zur Strafe wird der Hund erschossen. Damit ist Gabriel finanziell ruiniert. Er verkauft alles, was von Wert ist, und kann damit gerade noch seine Schulden bezahlen, bleibt aber mittellos zurück. Er sucht Arbeit auf einem der damals noch existierenden Arbeitsmärkte in Casterbridge (eine fiktive Version von Dorchester, der nächstgrößeren Stadt zum Heimatort Hardys). Er findet keine und zieht zu einem anderen Markt in Shottsford, ungefähr zehn Meilen von Weatherbury entfernt, wohin Bathsheba gezogen ist.
Auf dem Weg dorthin kommt er an einem gefährlichen Feuer in einer Farm vorbei und schafft es, die bis dahin untätigen und hilflosen Zuschauer zu einer gemeinsamen Rettungsaktion zu bringen. Als die verschleierte Besitzerin kommt, um ihm zu danken, fragt er sie, ob sie nicht einen Schäfer brauche. Sie hebt ihren Schleier und Gabriel erkennt in ihr seine geliebte Bathsheba. Sie hat kürzlich den Bauernhof ihres Onkels geerbt und ist nun eine wohlhabende Frau. Sie stellt Gabriel als Schäfer an, obwohl ihr nicht ganz wohl dabei ist, und beginnt – entgegen den Sitten der Zeit und Zweifeln ihrer Hofarbeiter – den Hof als Frau selber zu führen.
Währenddessen hat Bathsheba einen neuen Verehrer, den einsamen Junggesellen William Boldwood. Er ist um die vierzig und ein sehr wohlhabender Farmer. Seine Ambitionen hat Bathsheba eher unfreiwillig verursacht, indem sie zusammen mit ihrer lebenslustigen Dienerin als Scherz eine Valentinskarte an Boldwood schickte, versehen mit einem roten Siegel mit der Aufschrift „Marry me“. Boldwood erkennt den Scherz nicht, hält das Ansinnen für Ernst und fängt an, sich für Bathsheba zu interessieren. Kurz darauf macht er ihr einen Heiratsantrag. Obwohl Bathsheba ihn nicht liebt, spielt sie doch mit der Idee, darauf einzugehen, mit Blick auf seinen Wohlstand und seine Reputation. Aber eine endgültige Entscheidung schiebt sie immer wieder hinaus, und als Gabriel ihr daraufhin Vorwürfe wegen ihrer Rücksichtslosigkeit macht, kündigt sie ihm.
Einige Zeit danach gerät ein Großteil ihrer Schafherde in frischen Klee und droht an den darauf folgenden Magen- und Darmblähungen zu sterben. Zu ihrem Leidwesen muss sie feststellen, dass in der kurzen Zeit, die für einen Eingriff bleibt, Gabriel der Einzige ist, der zu helfen weiß. Sie überwindet ihren Stolz und bittet ihn um Hilfe. Gabriel kann einen Großteil der betroffenen Tiere mit einem schnellen chirurgischen Eingriff retten und erhält von Bathsheba daraufhin nicht nur seine Anstellung zurück, sondern fühlt sich auch mit ihr wieder freundschaftlich verbunden.
Jetzt tritt der schneidige Sergeant Francis „Frank“ Troy auf. Er stammt aus Weatherbury und lernt Bathsheba dort eines Abends kennen. Die anfängliche Zurückhaltung auf ihrer Seite weicht einer wachsenden Bewunderung, die vor allem auf seine Fechtkünste zurückgeht. Gabriel sieht diese neue Beziehung seiner „auf Distanz geliebten“ Herrin mit Missvergnügen und versucht sie zu warnen. Er hält Boldwood für die bessere Wahl. Boldwood ist auf Troy nicht gut zu sprechen und bietet seinem Rivalen eine größere Geldsumme an, um ihn dazu zu bewegen, auf Bathsheba zu verzichten. Troy tut so, als würde er sich dieses Angebot überlegen, und als Boldwood merkt, wie sehr Troy Bathseba in der Hand hat und mit ihr spielt, bietet er sogar die Summe an, sofern Troy seine Versprechungen gegenüber Bathseba halten möge. Troy stellt jedoch später höhnisch klar, dass er bereits mit Bathsheba verheiratet sei, und lehnt das Geld ab, ihn mahnend, sich nicht einzumischen. Tief beleidigt schwört Boldwood Rache.
Bathsheba muss bald entdecken, dass ihr Ehemann ein sehr unbedachter Spieler ist und sich kaum für das Farmgeschäft interessiert. Schlimmer ist, dass sie den Verdacht hegt, gar nicht von ihm geliebt zu werden. Tatsächlich hängt Troy immer noch an seiner bisherigen Geliebten Fanny Robin, die einmal bei Bathsheba in Diensten stand. Ihr hatte Troy die Ehe versprochen. Aber das arme Mädchen hatte am Tag der Trauung irrtümlich die falsche Kirche aufgesucht und Troy musste vergeblich vor dem Traualtar warten. Das ärgerte ihn so, dass er das Eheversprechen auflöste. Bei ihrer Trennung wusste er noch nicht, dass Fanny von ihm schwanger war.
Einige Monate später treffen Troy und Bathsheba Fanny in heruntergekommenem Zustand auf einer Straße, wie sie mit viel Mühe und hochschwanger versucht, zu einem Arbeitshaus zu kommen. Troy kann gerade noch seine Frau mit der Kutsche fortschicken, bevor Bathsheba ihre ehemalige Dienerin erkennen kann. Er gibt Fanny alles Geld, das er gerade in der Tasche hat, und verspricht ihr, in einigen Tagen mehr Geld für sie besorgt zu haben. Mit letzter Kraft schafft es Fanny zum Arbeitshaus, wo sie aber Stunden später im Wochenbett zusammen mit dem Neugeborenen stirbt. Die Bediensteten des Arbeitshauses legen beide in einen einfachen Sarg und schicken sie zurück in die Heimatstadt Weatherbury zu einem schlichten Begräbnis.
Gabriel, der schon lange über die Beziehung zwischen Troy und Fanny unterrichtet ist, versucht, die ganze Angelegenheit vor Bathsheba zu vertuschen. Diese aber hat bereits Verdacht geschöpft und voller Eifersucht dafür gesorgt, dass der Sarg über Nacht in ihrem Haus deponiert wird. Als alle Diener zu Bett gegangen sind, öffnet sie den Sarg und erblickt die ehemalige Geliebte ihres Gatten mit deren gemeinsamem Kind.
Troy hatte sich mit Fanny in Casterbridge verabredet, um ihr das Geld zu geben, und wartet nun wiederum vergeblich auf sie und erinnert sich daran, dass sie ihn schon einmal – vor dem Traualtar – hat warten lassen. Nach Weatherbury zurückgekehrt, konfrontiert ihn seine Frau mit dem Sarg und den beiden Toten. Er küsst die Tote und erklärt seiner entsetzten Gattin: „Diese Tote bedeutet mir mehr, als du mir jemals bedeuten kannst!“ (“This woman is more to me, dead as she is, than ever you were, or are, or can be.”) Am nächsten Tag bestellt er mit seinem ganzen Geld einen Marmorsarkophag mit der Inschrift „Errichtet von Francis Troy im liebenden Angedenken an Fanny Robin“. Dann verlässt er voller Selbstekel das Haus, in dem er nicht mehr mit Bathsheba zusammenleben kann. Er wandert an den Strand des Kanals, legt seine Kleider ab und schwimmt auf das offene Meer. Eine Strömung zieht ihn fort, aber ein Fischerboot rettet ihn letztendlich doch.
Ein Jahr später, als man Troy ertrunken glaubt, erneuert Boldwood seinen Antrag an Bathsheba. Jetzt, im Bewusstsein der ganzen Schuld und der Qualen, die sie ihm bereitet hat, gibt ihm Bathsheba eine positive Antwort insofern, als sie ihn in sechs Jahren, wenn Troy offiziell für tot erklärt werden kann, heiraten will.
Troy aber ist nicht tot. Als er erfährt, dass Boldwood Bathsheba wieder einen Antrag gemacht hat, kehrt er am Weihnachtsabend nach Weatherbury zurück, um seinen Anspruch auf seine Frau zu betonen. Das tut er ausgerechnet im Haus von Boldwood, in dem an diesem Abend eine Feier stattfindet. Bathsheba – und nicht nur sie – ist bei seinem Erscheinen entsetzt. Als Troy seine Frau am Arm mit Gewalt hinausziehen will, wird er von Boldwood erschossen. Dann versucht dieser, sich selbst zu erschießen, wird aber von seinem Diener daran gehindert.
Das folgende Gerichtsverfahren verurteilt ihn zum Tode durch Erhängen. Boldwoods Freunde aber erreichen, dass das Urteil abgeändert wird und er „wegen Geisteskrankheit“ eine andere Strafe erfährt. Bathsheba lässt ihren Gatten neben dem Sarg Fannys begraben. Nach und nach muss sie erkennen, dass sie eigentlich nur einen einzigen treuen Freund hat, nämlich Gabriel. Der äußert allerdings den Plan, auszuwandern und sein Glück in Kalifornien zu versuchen. Voller Angst, mit ihm den letzten Freund zu verlieren, besucht sie ihn in seiner Hütte, um herauszubekommen, warum er wirklich auswandern will. Gabriel erklärt ihr, dass es auch wegen ihres guten Rufes ist, der in Gefahr steht, beschädigt zu werden. Es gebe seit einiger Zeit Gerüchte über ihre Beziehung, da allgemein bekannt ist, was Gabriel für seine Herrin empfindet. Bathsheba gibt ihm zu verstehen, dass sie ihre Haltung geändert hat. Das ermutigt Gabriel, ihr erneut einen Antrag zu machen. Den akzeptiert Bathsheba endlich und beide werden in aller Stille verheiratet.

## Mediale Verarbeitungen
Der Roman wurde mehrfach verfilmt, wobei vor allem die Verfilmungen von 1967 und 2015 groß angelegte Kinoverfilmungen waren.
- 1915 Far from the Madding Crowd (Regie: Laurence Trimble), mit Florence Turner als Bathsheba
- 1967 Die Herrin von Thornhill (Far from the Madding Crowd, Regie: John Schlesinger), mit Julie Christie als Bathsheba, Terence Stamp als Sergeant Troy, Peter Finch als Mr. Boldwood, Alan Bates als Farmer Oak.
- 1998 Far from the Madding Crowd (Fernsehfilm) mit Paloma Baeza als Batsheba
- 2010 Immer Drama um Tamara (Tamara Drewe, Regie: Stephen Frears), eine freie und im 21. Jahrhundert spielende Adaption von Hardys Werk.
- 2015 Am grünen Rand der Welt (Far from the Madding Crowd, Regie: Thomas Vinterberg), mit Carey Mulligan als Bathsheba, Matthias Schoenaerts als Farmer Oak, Michael Sheen als Mr. Boldwood, Tom Sturridge als Sergeant Troy.